# Tombi! 2
Tombi! 2 (Tomba! 2: The Evil Swine Return aux États-Unis et Tomba: The Wild Adventures au Japon) est un jeu vidéo de plates-formes sorti en 1999 sur PlayStation. Le jeu a été développé par Whoopee Camp et édité par Sony Computer Entertainment. Il s'agit de la suite de Tombi!.

## Postérité
En 2018, la rédaction du site Den of Geek mentionne le jeu en 19e position d'un top 60 des jeux PlayStation sous-estimés : « Un jeu de plates-formes en 2,5D dans le style Metroidvania qui a souvent été ignoré, mais qui a lancé une tendance sur PS1, malgré les cheveux roses du protagoniste. »